# Ратуська сільська рада
| Ратуська сільська рада — сільська рада у складі Ямпільського району Вінницької області з адміністративним центром у с. Ратуш. Сільській раді підпорядковані населені пункти: - с. Ратуш |

## Склад ради
Рада складається з 12 депутатів та голови.

## Керівний склад сільської ради
Голова — Сергій Миколайович Борсуковський (12.11.2015 - ...)
Попередні голови: Рочняк Леонід Васильович, Барилюк Віктор Михайлович, Гуменний Сергій Михайлович (2005-2015)
| ПІБ                              | Основні відомості                                                         | Дата обрання | Дата звільнення |
| -------------------------------- | ------------------------------------------------------------------------- | ------------ | --------------- |
| Гуменний Сергій Михайлович       | Сільський голова, 1965 року народження, освіта, безпартійний              | 26.03.2006   | 31.10.2010      |
| Гуменний Сергій Михайлович       | Сільський голова, 1965 року народження, освіта вища, член Партії регіонів | 31.10.2010   | 09.11.2015      |
| Борсуковський Сергій Миколайович | Сільський голова, 1969 р.н., освіта вища                                  | 12.11.2015   |                 |

Примітка: таблиця складена за даними джерела

## Населення
Згідно з переписом УРСР 1989 року чисельність наявного населення сільської ради становила 738 осіб, з яких 306 чоловіків та 432 жінки.
За переписом населення України 2001 року в сільській раді мешкало 730 осіб.

### Мова
Розподіл населення за рідною мовою за даними перепису 2001 року:
| Мова       | Відсоток |
| ---------- | -------- |
| українська | 99,45 %  |
| російська  | 0,55 %   |